# Шейново (Старозагорская область)
Шейново  — село в Болгарии, у южного склона Балканских гор, в 4-5 верстах от города Шипки.
Было местом одного из последних сражений русско-турецкой войны 1877—1878 годов.

## Политическая ситуация
В местном кметстве Шейново, в состав которого входит Шейново, должность кмета (старосты) исполняет Николай Стефанов Терзиев (Болгарская социалистическая партия (БСП)) по результатам выборов правления кметства.
Кмет (мэр) общины Казанлык — Стефан Христов Дамянов (инициативный комитет) по результатам выборов в правление общины.